# Phaeosphaeria equiseti
Phaeosphaeria equiseti är en svampart som tillhör divisionen sporsäcksvampar, som först beskrevs av Petter Adolf Karsten och som fick sitt nu gällande namn av Lennart Holm och Kerstin Holm. 
Phaeosphaeria equiseti ingår i släktet Phaeosphaeria och familjen Phaeosphaeriaceae. Arten är reproducerande i Sverige.